# École polytechnique
École polytechnique (znana tudi kot Polytechnique ali l'X) je ena najbolj prestižnih in selektivnih visokih šol v Franciji. Je francoska javna visokošolska in raziskovalna ustanova v Palaiseauu, predmestju južno od Pariza.
Šolo je leta 1794 ustanovil matematik Gaspard Monge.

## Znani diplomanti
- Pierre Berthier, francoski geolog
- Hervé-Auguste-Etienne-Albans Faye, francoski astronom in politik
- Marie Ennemond Camille Jordan, francoski matematik
- Émile Léonard Mathieu, francoski matematik
- Alexis Thérèse Petit, francoski fizik
- Louis Poinsot, francoski matematik in fizik
- Laurent Schwartz, francoski matematik